# Bank BSU
Die Bank BSU Genossenschaft ist eine im Bezirk Uster ansässige Schweizer Regionalbank.

## Geschichte
Sie wurde 1836 als Ersparniskasse des Bezirkes Uster gegründet und 1892 unter dem neuen Namen Sparkasse des Bezirkes Uster als Genossenschaft ins Handelsregister eingetragen. 1914 änderte sie ihren Namen in Bezirkssparkasse Uster. Neben ihrem Hauptsitz in Uster verfügt die Bank seit 2001 über eine Niederlassung in Dübendorf und seit 2008 über eine weitere in Volketswil. Im Dezember 2011 beschloss der Verwaltungsrat der Clientis Bezirkssparkasse Uster, nach rund neun Jahren Zugehörigkeit aus der Clientis-Gruppe auszutreten und wieder eigenständig im regionalen Markt aufzutreten. Per 26. November 2012 vollzog die Clientis Bezirkssparkasse Uster den Namenswechsel zu Bank BSU.

## Produkte
Das Tätigkeitsgebiet der Bank BSU liegt traditionell im Retail Banking, im Hypothekargeschäft, im Private Banking und im Bankgeschäft mit kleinen und mittleren Unternehmen. Per Ende 2024 beschäftigte sie 35.2 Mitarbeitende (FTE) und hatte eine Bilanzsumme von 1'213.415 Millionen Schweizer Franken.
Die Bank BSU ist als selbstständige Regionalbank der Entris Holding angeschlossen.